# Børn kommer også på sygehus
Børn kommer også på sygehus er en dansk børnefilm fra 1999 med instruktion og manuskript af Lise Giødesen.

## Handling
En film for børn, som afdramatiserer børns oplevelser i sygehusets fremmede verden. En film fyldt med overraskelser og humor, som kan fastholde børn fra tre års alderen.